# Richard Wagner (Politiker, 1914)
Richard Wagner (* 21. Februar 1914 in Roßhaupt, heute Rozvadov in Tschechien; † 15. September 1979) war ein deutscher Politiker (CSU) und Gymnasialprofessor.

## Leben
Wagner besuchte die Volksschule, das humanistische Gymnasium sowie die Universität. Zum 1. November 1938 trat er der NSDAP bei. Im Zweiten Weltkrieg war er Kompanieführer, wurde dabei dreimal schwer verwundet und saß in Kriegsgefangenschaft. Nach seiner Entlassung fand er in Regensburg seinen neuen Wohnsitz und war als Gymnasialprofessor tätig. Er war Gründungsmitglied der Ackermann-Gemeinde und der Union der Vertriebenen. Für die CSU, deren Kreisvorsitzender er von 1960 bis 1965 war, saß er einige Jahre im Stadtrat sowie von 1962 bis 1974 im Bayerischen Landtag. Zuletzt gehörte er diesem als direkt gewählter Abgeordneter im Stimmkreis Regensburg-Stadt sowie als Schriftführer an.

## Auszeichnungen
- 1979: Silberne Bürgermedaille der Stadt Regensburg[2]